# Szabó Oreszt
Szabó Oreszt (Kövesliget, 1867. október 8. – Budapest, 1939. december 4.) ruszin-magyar politikus, az őszirózsás forradalom után a magyarországi ruszinokhoz rendelt kormánybiztos, majd miniszter.

## Életrajza
Kövesligeten (ukránul Drahovo, régiesen Drahova) született ruszin-magyar vegyes családba. A Budapesti Egyetemen szerzett jogi diplomát, majd Bereg vármegye közigazgatásában helyezkedett el a főispán titkáraként. 1902-ben a Magyarországi Görögkatolikusok Egyesületének elnöke lett. 1913-tól kezdve a Belügyminisztériumban dolgozott, mint miniszteri titkár. Az őszirózsás forradalom győzelmét követően a Károlyi Mihály-kormány december 1-jei alakulásakor a magyarországi ruszinokhoz rendelt kormánybiztossá nevezte ki, majd december 29-én miniszterré emelte. Tárcáját a Berinkey-kormányban is megtartotta.
Részben az ő politikai munkássága eredményeként a Károlyi-kormánynak sikerült megegyeznie a ruszin kisebbséggel, akik hűségükért cserébe svájci mintára kialakított területi autonómiát kaptak Ruszka-Krajna néven.
Oreszt a Magyarországi Tanácsköztársaság kikiáltásakor lemondott, és a felkínált ruszin népbiztosságot is elutasította. Helyette hazautazott és 1919. április 8-án saját vezetése alatt megalakította Ruszka-Krajna minisztertanácsát, amit a kommunisták csakhamar feloszlattak. Ezután teljesen visszavonult az aktív politizálástól.
Utoljára az 1939-ben kiadott Ruszinföld autonómiájáról című könyvével hallatott magáról. A Farkasréti temető felszámolt sírjainak jegyzéke szerint 1939-ben hunyt el.

## Főbb művei
- A magyar oroszokról : ruthének, Budapest, 1913.
- Ruszinföld autonómiájáról, Budapest, 1939.